# Pau Llorach i Malet
Pau Llorach i Malet   (les Piles, 1839 - Barcelona, 6 de febrer de 1891) fou un metge català.

## Biografia
Fill de Josep Llorach i Maria Malet, va estudiar la carrera de Medicina a Barcelona i es va pagar els estudis treballant com a practicant al Manicomi de Sant Boi de Llobregat. Es va doctorar a Madrid el 1870 i, de tornada a Barcelona, es va convertir en col·laborador del metge Tomàs Dolsa, a qui va conèixer durant la seva estada a Sant Boi, i també en el seu gendre, en casar-se amb la seva filla Concepció.
El 1862 va publicar l'article «Manicomios en España» a la revista El Siglo Médico, on deia: «Los manicomios en España son, de entre los de los pueblos civilizados, los peores de todos» Per pal·liar aquella situació, va viatjar per Europa amb Dolsa per estudiar les diverses formes assistencials als malalts mentals a França, Itàlia, Alemanya, Bèlgica i Anglaterra. El 1863, els dos van fundar l'Institut Frenopàtic, una institució moderna que considerava que els pacients mentals podien guarir-se. Al principi estava situat a Gràcia, en la zona dels carrers Tuset i Moià (avui dia, Sant Gervasi, però aleshores territori de la vila de Gràcia), però més endavant es va traslladar a Les Corts, on el 1867 es va comprar un terreny de tres hectàrees, si bé no es va començar a construir fins al 1872.
El 1874 es va fer el trasllat i l'Institut va mantenir-se actiu fins a l'any 2000. A l'Institut Frenopàtic, Dolsa i Llorach van aplicar la fotografia a l'estudi de les malalties mentals per constatar els canvis físics observables en els pacients i com a eina complementària de les mesures fisiognòmiques.
A més de la seva implicació en l'Institut Frenopàtic, Llorach va crear l'empresa Agua Purgante de Rubinat-Llorach el 1877, que li aportà molts beneficis. Després de l'aigua de Carabaña —de lluny la més popular— i la de Loeches, la Rubinat Llorach tenia una bona posició en el mercat espanyol. També es va comercialitzar a França. L'aigua provenia de Rubinat, poble que actualment pertany al municipi de la Ribera d'Ondara, a la comarca de la Segarra. A la seva mort, es van dividir les possessions i la família Dolsa es va quedar amb el centre psiquiàtric mentre que la font d'aigües medicinals Rubinat va ser per a la família Llorach, en concret Isabel Llorach i Dolsa (Barcelona, 1874-1954).
Fou enterrat al cementiri de les Corts, en un panteó que ell mateix va fer construir el 1890.